# Drepanosticta flavomaculata
Drepanosticta flavomaculata är en trollsländeart som beskrevs av Van Tol 2005. Drepanosticta flavomaculata ingår i släktet Drepanosticta och familjen Platystictidae. Inga underarter finns listade i Catalogue of Life.